# Kenzō Ōhashi
Kenzō Ōhashi (jap. 大橋 謙三 Ōhashi Kenzō; ur. 21 kwietnia 1934, zm. 21 grudnia 2015) – japoński piłkarz, reprezentant kraju.

## Kariera klubowa
Jako piłkarz grał w klubie Toyo Industries. Karierę zakończył w 1967 roku.

## Kariera reprezentacyjna
W reprezentacji Japonii zadebiutował w 1958 roku.

## Statystyki
| Reprezentacja Japonii | Reprezentacja Japonii | Reprezentacja Japonii |
| Rok                   | Mecze                 | Gole                  |
| --------------------- | --------------------- | --------------------- |
| 1958                  | 1                     | 0                     |
| Razem                 | 1                     | 0                     |